# コパ・イベリカ
コパ・イベリカ（西 : Copa Ibérica, 英語 : Iberian Cup）またはタッサ・イベリカ（葡 : Taça Ibérica）は、かつてイベリア半島で行われていたサッカーの国際大会である。スペインとポルトガルから、各国主要大会の優勝クラブが1クラブずつが参加するが、参加クラブはリーグ戦の優勝クラブとは限らない。

## 歴史

### コパ・イベリカ
第1回コパ・イベリカは、1935年7月7日に1試合制で行われた。プリメイラ・リーガ優勝のFCポルトとラ・リーガ優勝のレアル・ベティスが参加し、ポルトが4-2で勝利した。第1回大会は両国のサッカー連盟から公式には認知されていない。第2回コパ・イベリカは、第1回大会の48年後の1983年に2試合制で行われた。プリメイラ・ディヴィゾン優勝のSLベンフィカとラ・リーガ優勝のアスレティック・ビルバオが参加し、2試合合計4-3でベンフィカが勝利した。第2回大会は両国のサッカー連盟に公式に認知され、ポルトガルサッカー連盟 (FPF) がトロフィーを提供した。第3回コパ・イベリカは、1991年に2試合制で行われた。コパ・デル・レイ優勝のアトレティコ・マドリードとプリメイラ・ディヴィゾン優勝のベンフィカが参加し、2試合合計4-3でアトレティコが勝利した。

### コパ・ペニンスラール
2000年にはコパ・ペニンスラールと名称を変え、1試合制で大会が行なわれた。UEFAチャンピオンズリーグ優勝のレアル・マドリードとプリメイラ・リーガ優勝のスポルティングCPが参加し、スポルティングが2-1で勝利した。

### レコパ・イベリカ
2005年にはレコパ・イベリカと名称を変え、1試合制で大会が行なわれた。タッサ・デ・ポルトガル優勝のヴィトーリア・セトゥーバルとコパ・デル・レイ優勝のベティスが参加し、ヴィトーリア・セトゥーバルが2-1で勝利した。

## 歴代大会結果
| 開催年 | 大会名               | 優勝クラブ                 | 出場資格                   | スコア  | 準優勝クラブ             | 出場資格                 |
| ------ | -------------------- | -------------------------- | -------------------------- | ------- | ------------------------ | ------------------------ |
| 1935   | 第1回コパ・イベリカ  | ポルト                     | プリメイラ・リーガ優勝     | 4-2     | レアル・ベティス         | ラ・リーガ優勝           |
| 1983   | 第2回コパ・イベリカ  | ベンフィカ                 | プリメイラ・リーガ優勝     | 1-2 3-1 | アスレティック・ビルバオ | ラ・リーガ優勝           |
| 1991   | 第3回コパ・イベリカ  | アトレティコ・マドリード   | コパ・デル・レイ優勝       | 1-1 3-2 | ベンフィカ               | プリメイラ・リーガ優勝   |
| 2000   | コパ・ペニンスラール | スポルティングCP           | プリメイラ・リーガ優勝     | 2-1     | レアル・マドリード       | チャンピオンズリーグ優勝 |
| 2005   | レコパ・イベリカ     | ヴィトーリア・セトゥーバル | タッサ・デ・ポルトガル優勝 | 2-1     | レアル・ベティス         | コパ・デル・レイ優勝     |